# Константин XI Палеолог
Константин XI Палеолог (на гръцки: Κωνσταντίνος ΙΑ' Δραγάσης Παλαιολόγος; на латински: Constantinus XI Palaeologus), наричан още Константин XI Драгаш (* 8 февруари 1405; † 29 май 1453) е последният император, управлявал Византия от 1449 до смъртта си на 29 май 1453 г. Загива при крепостната порта „Свети Роман“ с меч в ръка, ръководейки последните улични боеве в Константинопол срещу османците. Над неговия гроб е малката църква „Въведение Богородично" в кв. Вефа.

## Произход и възкачване на престола
Син е на Мануил II Палеолог и Елена Драгаш, дъщеря на велбъждския деспот Константин Деян, правнук на цар Иван Александър по майчина линия и на потомката на цар Иван Асен II Ирина Асенина по бащина. 
По свое желание и тъй като било допустимо от византийската традиция, той се наричал с фамилията на майка си – Драгаш.
Голяма част от детството си прекарва в Константинопол под наблюдението на родителите си. В периода на отсъствие на своя по-голям брат, който бил в Италия, Константин бил начело на Константинопол от 1437 до 1439 г.
До своето встъпване на престола Константин си спечелва уважението на ромеите като храбър деспот на Морея. Не блестял с образование, предпочитал книги с войнишки упражнения, бил избухлив, но имал здрав разум и дарбата да убеждава слушателите. Когато Йоан VIII Палеолог починал, Константин се намирал в Мистра. Неговият по-млад брат Димитър пръв се прибира в Константинопол с надежда, че тронът му принадлежи, но него никой не го поддържал. Сам Константин бива провъзгласен за император в началото на януари в Мистра.

## Управление
През март 1449 г. Константин се прибира в столицата и поема властта. В следващите години се заема и донякъде успява да подготви града за отбрана в случай на обсада, иска помощ и съюз против турците на запад и се опитва да се примири с църковните борби против унията с католическата църква.
На 5 април 1453 г. Константинопол е подложен на обсада от голяма османска войска на султан Мехмед II, стремяща се да превземе града и да ликвидира това, което е останало от Източната Римска империя (Византия). След два неуспешни щурма на 18 април и на 7 май, при третия щурм на 28 май 80 000-ната османска армия побеждава 7000-те защитници на столицата. Градът е превзет и разорен от турците. След двудневно клане на 30 май турският султан влиза в „Св. София“ и заповядва базиликата да бъде обърната на джамия. Изтреблението и грабежите продължават и на следващия ден (както било обещано от султана на войнците му, като отплата за превземането на крепостта). През същата година пада и управляваният от византийците последен български град, непокорен от турците – Несебър, администриран от ромейски управител. Това е краят на Византийската империя, условно приеман и за край на Средновековието. 
Последният византийски император Константин XI Палеолог загива в сражението при крепостната порта Св. Роман с меч в ръка, ръководейки последните улични боеве. Турците трудно го намират сред труповете на падналите защитници на Константинопол, като тялото му е разпознато по пурпурните ботуши със златни орли на тях. Главата на последния император е изпратена до дворовете на мюсюлманските владетели като доказателство, че османците са превзели „града на царете“.
Според легендата Мехмед II предава тялото на оцелелите християни и им заповядва да го погребат подобаващо. Над неговия гроб е построена малката църква „Въведение Богородично" в кв. Вефа на 500 м северно от акведукта на Валент в Цариград. Маслото за кандилото, непрестанно горящо над гроба, е плащала султанската хазна от 1453 до 1923 г., когато Турция е провъзгласена за република. Мястото и днес е дълбоко почитано от православните. Самият Константин XI Палеолог е канонизиран за светец.